# Liga de Campeones de la Concacaf 2014-15
La Liga de Campeones de la Concacaf 2014-15 o simplemente Liga de Campeones de la Concacaf Scotiabank por razones de patrocinio, fue la séptima edición en la historia de la Liga de Campeones de la Concacaf. En la primera fase participaron veinticuatro equipos, y el América de México, campeón del certamen, clasificó a la Copa Mundial de Clubes de la FIFA 2015. 
El campeón anterior, Cruz Azul, defendió su título, aunque no logró el título ni el subcampeonato de su liga local, clasificó por ser el líder general del Torneo Clausura 2014 (México), esto debido a que León logró el bicampeonato de la Primera División. En la fase de grupos hubo un bajo desempeño en equipos mexicanos, siendo que solo dos de cuatro calificaron (siendo que México es el dominador de la zona), el León y el Cruz Azul fueron eliminados por los equipos Costarricenses Herediano y el Alajuelense respectivamente, también durante esta fase sorprendió la actuación del Montreal Impact.
En los cuartos de final, la primera serie se disputó entre el Alajuelense y el D.C. United , en el partido de ida los ticos lograron golear 5-2, perdieron en la vuelta, pero el marcador global los favoreció.
En la segunda serie, disputado entre el Pachuca y el Montreal Impact, siendo el equipo mexicano el favorito, los canadienses sorprendieron empatando 2-2 de visita, en la vuelta el Pachuca logró avanzar con un gol, nuevamente el conjunto canadiense dio una gran actuación al anotar un gol en los últimos instantes, clasificándose así por gol de visitante a la semifinal, siendo esta su primera semifinal.
En el tercer partido se vieron las caras el Olimpia y el Herediano, en la ida fue un 1-1 en un partido muy cerrado, sin embargo en Costa Rica el Herediano logró ganar 2-0 y clasificarse a la siguiente ronda.
En la cuarta serie se enfrentaron el América y el Saprissa, el conjunto mexicano logró ganar 3-0 de visita y en el Estadio Azteca ganaron 2-0.
Durante la ronda semifinal, se encontraron el Alajuelense y el Montreal Impact, nuevamente los canadienses lograron una hazaña histórica al empatar el global 4-4 y avanzando por gol de visitante a su primera final.
En el otro partido se vieron el América y el Herediano, los ticos lograron darle una noche oscura al conjunto de coapa, ganando el Herediano 3-0 sobre el América, sin embargo, en la vuelta el América ganó 6-0 con una gran actuación de Darío Benedetto al anotar cuatro goles.

## Equipos participantes
| País                    | Equipo                                                               | Vía de clasificación |
| ----------------------- | -------------------------------------------------------------------- | --- |
| México 4 plazas         | León Pachuca América Cruz Azul                                       | Campeón del Apertura 2013 y Clausura 2014 Subcampeón del Clausura 2014 Subcampeón del Apertura 2013 1º Lugar de la Fase Regular del Clausura 2014                                       |
| Estados Unidos 4 plazas | Sporting Kansas City New York Red Bulls Portland Timbers D.C. United | Campeón de la MLS Cup 2013 Campeón del MLS Supporters' Shield 2013 Ganador de la conferencia opuesta al ganador del MLS Supporters’ Shield. Campeón de la Lamar Hunt U.S. Open Cup 2013 |
| Costa Rica 3 plazas     | Alajuelense Saprissa Herediano                                       | Campeón del Torneo Invierno 2013 Campeón del Torneo Verano 2014 Invitado tras descalificación del Belmopán Bandits de Belice por incumplimiento de requisitos en su estadio.            |
| El Salvador 2 plazas    | Isidro Metapán FAS                                                   | Campeón del Apertura 2013 y Clausura 2014 1° Lugar en tabla general Apertura 2013 y Clausura 2014                                                                                       |
| Guatemala 2 plazas      | Comunicaciones Municipal                                             | Campeón del Apertura 2013 y Clausura 2014 Mejor subcampeón |
| Honduras 2 plazas       | Real España Olimpia                                                  | Campeón del Apertura 2013 Campeón del Clausura 2014 |
| Panamá 2 plazas         | Tauro Chorrillo                                                      | Campeón Apertura 2013 Campeón Clausura 2014 |
| Nicaragua 1 plaza       | Real Estelí                                                          | Campeón con mejor puntaje acumulado de la Primera División de Nicaragua 2013-14 |
| Canadá 1 plaza          | Montreal Impact                                                      | Campeón del Campeonato Canadiense de Fútbol 2014 |
| Guyana 1 plaza          | Alpha United                                                         | Ganador del Grupo 3 Campeonato de Clubes de la CFU 2014 |
| Jamaica 1 plaza         | Waterhouse                                                           | Ganador del Grupo 2 Campeonato de Clubes de la CFU 2014 |
| Puerto Rico 1 plaza     | Bayamón                                                              | Ganador del Grupo 1 Campeonato de Clubes de la CFU 2014 |

## Localía de los equipos
Distribución geográfica de las sedes de los equipos participantes

### Datos y estadísticas de los equipos
| Equipo               | Ciudad                           | 1.ª participación | Torneos ganados | Estadio                | Capacidad |
| -------------------- | -------------------------------- | ----------------- | --------------- | ---------------------- | --------- |
| Alajuelense          | Alajuela, Costa Rica             | 1962              | 2               | Alejandro Morera Soto  | 17.895    |
| Alpha United         | Georgetown, Guyana               | 2011-12           | 0               | Providence             | 20.000    |
| América              | Ciudad de México, México         | 1977              | 5               | Azteca                 | 105.064   |
| Bayamón              | Bayamón, Puerto Rico             | 2014-15           | 0               | Juan Ramón Loubriel    | 23.000    |
| Chorrillo            | Ciudad de Panamá, Panamá         | 2012-13           | 0               | Maracaná               | 5.500     |
| Comunicaciones       | Ciudad de Guatemala, Guatemala   | 1962              | 1               | Cementos Progreso      | 17.022    |
| Cruz Azul            | Ciudad de México, México         | 1969              | 6               | Azul                   | 35.161    |
| D.C. United          | Washington D. C., Estados Unidos | 1997              | 1               | Robert F. Kennedy      | 45.596    |
| FAS                  | Santa Ana, El Salvador           | 1971              | 1               | Óscar Quiteño          | 16.000    |
| Herediano            | Heredia, Costa Rica              | 1962              | 0               | Eladio Rosabal Cordero | 8.700     |
| Impact               | Montreal, Canadá                 | 2008-09           | 0               | Saputo                 | 20.341    |
| Isidro Metapán       | Metapán, El Salvador             | 2008-09           | 0               | Jorge "Calero" Suárez  | 10.000    |
| León                 | León, México                     | 1976              | 0               | León                   | 27.423    |
| Municipal            | Ciudad de Guatemala, Guatemala   | 1973              | 1               | Mateo Flores           | 26.000    |
| New York Red Bulls   | Harrison, Estados Unidos         | 2009-10           | 0               | Red Bull Arena         | 25.189    |
| Olimpia              | Tegucigalpa, Honduras            | 1962              | 2               | Nacional               | 35.000    |
| Pachuca              | Pachuca, México                  | 2000              | 4               | Hidalgo                | 30.000    |
| Real España          | San Pedro Sula, Honduras         | 1975              | 0               | Francisco Morazán      | 26.781    |
| Real Estelí          | Estelí, Nicaragua                | 1991              | 0               | Independencia          | 4.800     |
| Saprissa             | Tibás, Costa Rica                | 1963              | 3               | Ricardo Saprissa Aymá  | 23.112    |
| Sporting Kansas City | Kansas City, Estados Unidos      | 2002              | 0               | Sporting Park          | 18.500    |
| Tauro                | Ciudad de Panamá, Panamá         | 1990              | 0               | Rommel Fernández       | 32.000    |
| Timbers              | Portland, Estados Unidos         | 2014-15           | 0               | Providence Park        | 20.438    |
| Waterhouse           | Kingston, Jamaica                | 2014-15           | 0               | Drewsland              | 2.500     |

## Fase de grupos
En esta fase los equipos se encuentran divididos en ocho grupos de tres integrantes. Jugarán todos contra todos a visita recíproca, y el que acumule el mayor número de puntos pasará a la segunda fase. En caso de empate en puntos en el primer lugar, se aplicarán los siguientes criterios de desempate:
- Mayor número de puntos entre los equipos involucrados en sus respectivos enfrentamientos.
- Mejor gol de diferencia entre los equipos involucrados en sus respectivos enfrentamientos.
- Mayor número de goles anotados en calidad de visitante entre los equipos involucrados en sus respectivos enfrentamientos.
- Si ninguno de los criterios anteriores es útil, se recurrirá al sorteo.

| Bombo A (Cabezas de serie) | Bombo B          | Bombo C      |
| -------------------------- | ---------------- | ------------ |
| León                       | América          | Municipal    |
| Pachuca                    | Cruz Azul        | FAS          |
| Sporting Kansas City       | Portland Timbers | Chorrillo    |
| New York Red Bulls         | D.C. United      | Real Estelí  |
| Alajuelense                | Saprissa         | Herediano    |
| Olimpia                    | Real España      | Bayamón      |
| Comunicaciones             | Isidro Metapán   | Waterhouse   |
| Tauro                      | Montreal Impact  | Alpha United |

### Grupo 1
| Equipo      | Pts. | PJ | PG | PE | PP | GF | GC | Dif |
| ----------- | ---- | -- | -- | -- | -- | -- | -- | --- |
| Pachuca     | 9    | 4  | 3  | 0  | 1  | 17 | 8  | +9  |
| Municipal   | 4    | 4  | 1  | 1  | 2  | 8  | 12 | -4  |
| Real España | 4    | 4  | 1  | 1  | 2  | 5  | 10 | -5  |

| \| Fecha \| Lugar \| Local \| Resultado \| Visitante \| \| ---------------- \| ------------------- \| ----------- \| --------- \| ----------- \| \| 6 de agosto \| Pachuca \| Pachuca \| 4:1 \| Real España \| \| 21 de agosto \| San Pedro Sula \| Real España \| 1:1 \| Municipal \| \| 27 de agosto \| Ciudad de Guatemala \| Municipal \| 3:7 \| Pachuca \| \| 17 de septiembre \| Ciudad de Guatemala \| Municipal \| 3:0 \| Real España \| \| 24 de septiembre \| Pachuca \| Pachuca \| 4:1 \| Municipal \| \| 22 de octubre \| San Pedro Sula \| Real España \| 3:2 \| Pachuca \| |                     |             |           |             |
| Fecha | Lugar               | Local       | Resultado | Visitante   |
| 6 de agosto | Pachuca             | Pachuca     | 4:1       | Real España |
| 21 de agosto | San Pedro Sula      | Real España | 1:1       | Municipal   |
| 27 de agosto | Ciudad de Guatemala | Municipal   | 3:7       | Pachuca     |
| 17 de septiembre | Ciudad de Guatemala | Municipal   | 3:0       | Real España |
| 24 de septiembre | Pachuca             | Pachuca     | 4:1       | Municipal   |
| 22 de octubre | San Pedro Sula      | Real España | 3:2       | Pachuca     |

### Grupo 2
| Equipo               | Pts. | PJ | PG | PE | PP | GF | GC | Dif |
| -------------------- | ---- | -- | -- | -- | -- | -- | -- | --- |
| Saprissa             | 7    | 4  | 2  | 1  | 1  | 7  | 4  | +3  |
| Sporting Kansas City | 7    | 4  | 2  | 1  | 1  | 7  | 4  | +3  |
| Real Estelí          | 2    | 4  | 0  | 2  | 2  | 2  | 8  | -6  |

| \| Fecha \| Lugar \| Local \| Resultado \| Visitante \| \| ---------------- \| ----------- \| -------------------- \| --------- \| -------------------- \| \| 6 de agosto \| Estelí \| Real Estelí \| 1:1 \| Saprissa \| \| 19 de agosto \| Estelí \| Real Estelí \| 1:1 \| Sporting Kansas City \| \| 26 de agosto \| San José \| Saprissa \| 3:0 \| Real Estelí \| \| 18 de septiembre \| Kansas City \| Sporting Kansas City \| 3:1 \| Saprissa \| \| 23 de septiembre \| Kansas City \| Sporting Kansas City \| 3:0 \| Real Estelí \| \| 23 de octubre \| San José \| Saprissa \| 2:0 \| Sporting Kansas City \| |             |                      |           |                      |
| Fecha | Lugar       | Local                | Resultado | Visitante            |
| 6 de agosto | Estelí      | Real Estelí          | 1:1       | Saprissa             |
| 19 de agosto | Estelí      | Real Estelí          | 1:1       | Sporting Kansas City |
| 26 de agosto | San José    | Saprissa             | 3:0       | Real Estelí          |
| 18 de septiembre | Kansas City | Sporting Kansas City | 3:1       | Saprissa             |
| 23 de septiembre | Kansas City | Sporting Kansas City | 3:0       | Real Estelí          |
| 23 de octubre | San José    | Saprissa             | 2:0       | Sporting Kansas City |

### Grupo 3
| Equipo             | Pts. | PJ | PG | PE | PP | GF | GC | Dif |
| ------------------ | ---- | -- | -- | -- | -- | -- | -- | --- |
| Montreal Impact    | 10   | 4  | 3  | 1  | 0  | 6  | 3  | +3  |
| New York Red Bulls | 5    | 4  | 1  | 2  | 1  | 3  | 2  | +1  |
| FAS                | 1    | 4  | 0  | 1  | 3  | 2  | 6  | -4  |

| \| Fecha \| Lugar \| Local \| Resultado \| Visitante \| \| ---------------- \| ------------ \| ------------------ \| --------- \| ------------------ \| \| 5 de agosto \| Montreal \| Montreal Impact \| 1:0 \| FAS \| \| 20 de agosto \| San Salvador \| FAS \| 2:3 \| Montreal Impact \| \| 26 de agosto \| Harrison \| New York Red Bulls \| 2:0 \| FAS \| \| 17 de septiembre \| Montreal \| Montreal Impact \| 1:0 \| New York Red Bulls \| \| 24 de septiembre \| San Salvador \| FAS \| 0:0 \| New York Red Bulls \| \| 22 de octubre \| Harrison \| New York Red Bulls \| 1:1 \| Montreal Impact \| |              |                    |           |                    |
| Fecha | Lugar        | Local              | Resultado | Visitante          |
| 5 de agosto | Montreal     | Montreal Impact    | 1:0       | FAS                |
| 20 de agosto | San Salvador | FAS                | 2:3       | Montreal Impact    |
| 26 de agosto | Harrison     | New York Red Bulls | 2:0       | FAS                |
| 17 de septiembre | Montreal     | Montreal Impact    | 1:0       | New York Red Bulls |
| 24 de septiembre | San Salvador | FAS                | 0:0       | New York Red Bulls |
| 22 de octubre | Harrison     | New York Red Bulls | 1:1       | Montreal Impact    |

### Grupo 4
| Equipos     | Pts. | PJ | PG | PE | PP | GF | GC | Dif |
| ----------- | ---- | -- | -- | -- | -- | -- | -- | --- |
| D.C. United | 12   | 4  | 4  | 0  | 0  | 6  | 1  | +5  |
| Waterhouse  | 6    | 4  | 2  | 0  | 2  | 7  | 5  | +2  |
| Tauro       | 0    | 4  | 0  | 0  | 4  | 2  | 9  | -7  |

| \| Fecha \| Lugar \| Local \| Resultado \| Visitante \| \| ---------------- \| ---------------- \| ----------- \| --------- \| ----------- \| \| 7 de agosto \| Ciudad de Panamá \| Tauro \| 1:2 \| Waterhouse \| \| 20 de agosto \| Washington D. C. \| D.C. United \| 1:0 \| Waterhouse \| \| 28 de agosto \| Kingston \| Waterhouse \| 4:1 \| Tauro \| \| 16 de septiembre \| Kingston \| Waterhouse \| 1:2 \| D.C. United \| \| 24 de septiembre \| Washington D. C. \| D.C. United \| 2:0 \| Tauro \| \| 21 de octubre \| Ciudad de Panamá \| Tauro \| 0:1 \| D.C. United \| |                  |             |           |             |
| Fecha | Lugar            | Local       | Resultado | Visitante   |
| 7 de agosto | Ciudad de Panamá | Tauro       | 1:2       | Waterhouse  |
| 20 de agosto | Washington D. C. | D.C. United | 1:0       | Waterhouse  |
| 28 de agosto | Kingston         | Waterhouse  | 4:1       | Tauro       |
| 16 de septiembre | Kingston         | Waterhouse  | 1:2       | D.C. United |
| 24 de septiembre | Washington D. C. | D.C. United | 2:0       | Tauro       |
| 21 de octubre | Ciudad de Panamá | Tauro       | 0:1       | D.C. United |

### Grupo 5
| Equipo           | Pts. | PJ | PG | PE | PP | GF | GC | Dif |
| ---------------- | ---- | -- | -- | -- | -- | -- | -- | --- |
| Olimpia          | 9    | 4  | 3  | 0  | 1  | 12 | 5  | +7  |
| Portland Timbers | 9    | 4  | 3  | 0  | 1  | 15 | 6  | +9  |
| Alpha United     | 0    | 4  | 0  | 0  | 4  | 1  | 17 | -16 |

| \| Fecha \| Lugar \| Local \| Resultado \| Visitante \| \| ---------------- \| ----------- \| ---------------- \| ----------------------------------------------------------------------------------------------------- \| ---------------- \| \| 5 de agosto \| Providence \| Alpha United \| 0:1 \| Olimpia \| \| 19 de agosto \| Providence \| Alpha United \| 1:4 \| Portland Timbers \| \| 28 de agosto \| Tegucigalpa \| Olimpia \| 6:0 \| Alpha United \| \| 16 de septiembre \| Portland \| Portland Timbers \| 4:2 (enlace roto disponible en Internet Archive; véase el historial, la primera versión y la última). \| Olimpia \| \| 23 de septiembre \| Portland \| Portland Timbers \| 6:0 \| Alpha United \| \| 21 de octubre \| Tegucigalpa \| Olimpia \| 3:1 \| Portland Timbers \| |             |                  | |                  |
| Fecha | Lugar       | Local            | Resultado                                                                                             | Visitante        |
| 5 de agosto | Providence  | Alpha United     | 0:1                                                                                                   | Olimpia          |
| 19 de agosto | Providence  | Alpha United     | 1:4                                                                                                   | Portland Timbers |
| 28 de agosto | Tegucigalpa | Olimpia          | 6:0                                                                                                   | Alpha United     |
| 16 de septiembre | Portland    | Portland Timbers | 4:2 (enlace roto disponible en Internet Archive; véase el historial, la primera versión y la última). | Olimpia          |
| 23 de septiembre | Portland    | Portland Timbers | 6:0                                                                                                   | Alpha United     |
| 21 de octubre | Tegucigalpa | Olimpia          | 3:1                                                                                                   | Portland Timbers |

### Grupo 6
| Equipo      | Pts. | PJ | PG | PE | PP | GF | GC | Dif |
| ----------- | ---- | -- | -- | -- | -- | -- | -- | --- |
| Alajuelense | 6    | 4  | 1  | 3  | 0  | 4  | 3  | +1  |
| Cruz Azul   | 5    | 4  | 1  | 2  | 1  | 5  | 3  | +2  |
| Chorrillo   | 4    | 4  | 1  | 1  | 2  | 2  | 5  | -3  |

| \| Fecha \| Lugar \| Local \| Resultado \| Visitante \| \| ---------------- \| ---------------- \| ----------- \| --------- \| ----------- \| \| 5 de agosto \| Ciudad de México \| Cruz Azul \| 1:1 \| Alajuelense \| \| 19 de agosto \| Ciudad de Panamá \| Chorrillo \| 1:0 \| Cruz Azul \| \| 28 de agosto \| Alajuela \| Alajuelense \| 1:0 \| Chorrillo \| \| 16 de septiembre \| Ciudad de México \| Cruz Azul \| 3:0 \| Chorrillo \| \| 25 de septiembre \| Ciudad de Panamá \| Chorrillo \| 1:1 \| Alajuelense \| \| 21 de octubre \| Alajuela \| Alajuelense \| 1:1 \| Cruz Azul \| |                  |             |           |             |
| Fecha | Lugar            | Local       | Resultado | Visitante   |
| 5 de agosto | Ciudad de México | Cruz Azul   | 1:1       | Alajuelense |
| 19 de agosto | Ciudad de Panamá | Chorrillo   | 1:0       | Cruz Azul   |
| 28 de agosto | Alajuela         | Alajuelense | 1:0       | Chorrillo   |
| 16 de septiembre | Ciudad de México | Cruz Azul   | 3:0       | Chorrillo   |
| 25 de septiembre | Ciudad de Panamá | Chorrillo   | 1:1       | Alajuelense |
| 21 de octubre | Alajuela         | Alajuelense | 1:1       | Cruz Azul   |

### Grupo 7
| Equipo         | Pts | PJ | PG | PE | PP | GF | GC | Dif |
| -------------- | --- | -- | -- | -- | -- | -- | -- | --- |
| Herediano      | 10  | 4  | 3  | 1  | 0  | 11 | 4  | +7  |
| León           | 7   | 4  | 2  | 1  | 1  | 10 | 6  | +4  |
| Isidro Metapán | 0   | 4  | 0  | 0  | 4  | 5  | 16 | -11 |

| \| Fecha \| Lugar \| Local \| Resultado \| Visitante \| \| ---------------- \| ------------ \| -------------- \| --------- \| -------------- \| \| 5 de agosto \| San Salvador \| Isidro Metapán \| 2:4 \| León \| \| 21 de agosto \| Heredia \| Herediano \| 4:0 \| Isidro Metapán \| \| 27 de agosto \| León \| León \| 1:1 \| Herediano \| \| 18 de septiembre \| San Salvador \| Isidro Metapán \| 2:4 \| Herediano \| \| 24 de septiembre \| Heredia \| Herediano \| 2:1 \| León \| \| 23 de octubre \| León \| León \| 4:1 \| Isidro Metapán \| |              |                |           |                |
| Fecha | Lugar        | Local          | Resultado | Visitante      |
| 5 de agosto | San Salvador | Isidro Metapán | 2:4       | León           |
| 21 de agosto | Heredia      | Herediano      | 4:0       | Isidro Metapán |
| 27 de agosto | León         | León           | 1:1       | Herediano      |
| 18 de septiembre | San Salvador | Isidro Metapán | 2:4       | Herediano      |
| 24 de septiembre | Heredia      | Herediano      | 2:1       | León           |
| 23 de octubre | León         | León           | 4:1       | Isidro Metapán |

### Grupo 8
| Equipo         | Pts. | PJ | PG | PE | PP | GF | GC | Dif |
| -------------- | ---- | -- | -- | -- | -- | -- | -- | --- |
| América        | 10   | 4  | 3  | 1  | 0  | 19 | 3  | +16 |
| Comunicaciones | 7    | 4  | 2  | 1  | 1  | 8  | 3  | +5  |
| Bayamón        | 0    | 4  | 0  | 0  | 4  | 2  | 23 | -21 |

| \| Fecha \| Lugar \| Local \| Resultado \| Visitante \| \| ---------------- \| ------------------- \| -------------- \| --------- \| -------------- \| \| 7 de agosto \| Ciudad de Guatemala \| Comunicaciones \| 5:0 \| Bayamón \| \| 19 de agosto \| Ciudad de México \| América \| 6:1 \| Bayamón \| \| 26 de agosto \| Ciudad de Guatemala \| Comunicaciones \| 1:1 \| América \| \| 17 de septiembre \| Bayamón \| Bayamón \| 1:10 \| América \| \| 25 de septiembre \| Bayamón \| Bayamón \| 0:2 \| Comunicaciones \| \| 21 de octubre \| Ciudad de México \| América \| 2:0 \| Comunicaciones \| |                     |                |           |                |
| Fecha | Lugar               | Local          | Resultado | Visitante      |
| 7 de agosto | Ciudad de Guatemala | Comunicaciones | 5:0       | Bayamón        |
| 19 de agosto | Ciudad de México    | América        | 6:1       | Bayamón        |
| 26 de agosto | Ciudad de Guatemala | Comunicaciones | 1:1       | América        |
| 17 de septiembre | Bayamón             | Bayamón        | 1:10      | América        |
| 25 de septiembre | Bayamón             | Bayamón        | 0:2       | Comunicaciones |
| 21 de octubre | Ciudad de México    | América        | 2:0       | Comunicaciones |

## Segunda fase
La fase final de la competición se disputa en eliminatorias a doble partido. En estos encuentros rige la regla del gol de visitante, que determina que el equipo que haya marcado más goles como visitante gana la eliminatoria si hay empate en la diferencia de goles. En caso de estar la eliminatoria empatada tras los 180 minutos de ambos partidos se disputará una prórroga de 30 minutos, y si ésta termina sin goles la eliminatoria se decidirá en una tanda de penaltis.

### Equipos clasificados
En la fase final, los ocho equipos clasificados jugarán con el sistema de eliminación directa para definir el campeón. Los emparejamientos de cuartos de final se realizarán de acuerdo a las posiciones de los equipos según una tabla general con los resultados de la primera fase. Un finalista resultará de los enfrentamientos entre el 1° y 8° lugar, y el 4° y 5° lugar; el otro finalista resultará de los enfrentamientos entre el 2° y 7° lugar y el 3° y 6° lugar.
| N.º | Equipo          | Pts | PJ | PG | PE | PP | GF | GC | DG |
| --- | --------------- | --- | -- | -- | -- | -- | -- | -- | -- |
| 1   | D.C. United     | 12  | 4  | 4  | 0  | 0  | 6  | 1  | 5  |
| 2   | América         | 10  | 4  | 3  | 1  | 0  | 19 | 3  | 16 |
| 3   | Herediano       | 10  | 4  | 3  | 1  | 0  | 11 | 4  | 7  |
| 4   | Montreal Impact | 10  | 4  | 3  | 1  | 0  | 6  | 3  | 3  |
| 5   | Pachuca         | 9   | 4  | 3  | 0  | 1  | 17 | 8  | 9  |
| 6   | Olimpia         | 9   | 4  | 3  | 0  | 1  | 12 | 5  | 7  |
| 7   | Saprissa        | 7   | 4  | 2  | 1  | 1  | 7  | 4  | 3  |
| 8   | Alajuelense     | 6   | 4  | 1  | 3  | 0  | 4  | 3  | 1  |

## Fase Final
|  | Cuartos de final                                                   | Cuartos de final                                                   | Cuartos de final                                                   | Cuartos de final                                                   | Cuartos de final                                                   |   |   | Semifinales                                                    | Semifinales                                                    | Semifinales                                                    | Semifinales                                                    | Semifinales                                                    |  |   | Final                                                  | Final                                                  | Final                                                  | Final                                                  | Final                                                  |  |
|  | 24 al 26 de febrero de 2015 (ida) 3 al 5 de marzo de 2015 (vuelta) | 24 al 26 de febrero de 2015 (ida) 3 al 5 de marzo de 2015 (vuelta) | 24 al 26 de febrero de 2015 (ida) 3 al 5 de marzo de 2015 (vuelta) | 24 al 26 de febrero de 2015 (ida) 3 al 5 de marzo de 2015 (vuelta) | 24 al 26 de febrero de 2015 (ida) 3 al 5 de marzo de 2015 (vuelta) |   |   | 17 y 18 de marzo de 2015 (ida) 7 y 8 de abril de 2015 (vuelta) | 17 y 18 de marzo de 2015 (ida) 7 y 8 de abril de 2015 (vuelta) | 17 y 18 de marzo de 2015 (ida) 7 y 8 de abril de 2015 (vuelta) | 17 y 18 de marzo de 2015 (ida) 7 y 8 de abril de 2015 (vuelta) | 17 y 18 de marzo de 2015 (ida) 7 y 8 de abril de 2015 (vuelta) |  |   | 22 de abril de 2015 (ida) 29 de abril de 2015 (vuelta) | 22 de abril de 2015 (ida) 29 de abril de 2015 (vuelta) | 22 de abril de 2015 (ida) 29 de abril de 2015 (vuelta) | 22 de abril de 2015 (ida) 29 de abril de 2015 (vuelta) | 22 de abril de 2015 (ida) 29 de abril de 2015 (vuelta) |  |
|  |                                                                    |                                                                    |                                                                    |                                                                    |                                                                    |   |   |                                                                |                                                                |                                                                |                                                                |                                                                |  |   |                                                        |                                                        |                                                        |                                                        |                                                        |  |
|  |                                                                    |                                                                    |                                                                    |                                                                    |                                                                    |   |   |                                                                |                                                                |                                                                |                                                                |                                                                |  |   |                                                        |                                                        |                                                        |                                                        |                                                        |  |
|  | 2                                                                  | América                                                            | 3                                                                  | 2                                                                  | 5                                                                  |   |   |                                                                |                                                                |                                                                |                                                                |                                                                |  |   |                                                        |                                                        |                                                        |                                                        |                                                        |  |
|  | 2                                                                  | América                                                            | 3                                                                  | 2                                                                  | 5                                                                  |   |   |                                                                |                                                                |                                                                |                                                                |                                                                |  |   |                                                        |                                                        |                                                        |                                                        |                                                        |  |
|  | 7                                                                  | Saprissa                                                           | 0                                                                  | 0                                                                  | 0                                                                  |   |   |                                                                |                                                                |                                                                |                                                                |                                                                |  |   |                                                        |                                                        |                                                        |                                                        |                                                        |  |
|  | 7                                                                  | Saprissa                                                           | 0                                                                  | 0                                                                  | 0                                                                  |   | 2 | América                                                        | 0                                                              | 6                                                              | 6                                                              |                                                                |  |   |                                                        |                                                        |                                                        |                                                        |                                                        |  |
|  |                                                                    |                                                                    |                                                                    |                                                                    |                                                                    |   | 2 | América                                                        | 0                                                              | 6                                                              | 6                                                              |                                                                |  |   |                                                        |                                                        |                                                        |                                                        |                                                        |  |
|  |                                                                    |                                                                    | 3                                                                  | Herediano                                                          | 3                                                                  | 0 | 3 |                                                                |                                                                |                                                                |                                                                |                                                                |  |   |                                                        |                                                        |                                                        |                                                        |                                                        |  |
|  | 3                                                                  | Herediano                                                          | 3                                                                  | Herediano                                                          | 3                                                                  | 0 | 3 | 1                                                              | 2                                                              | 3                                                              |                                                                |                                                                |  |   |                                                        |                                                        |                                                        |                                                        |                                                        |  |
|  | 3                                                                  | Herediano                                                          |                                                                    |                                                                    |                                                                    |   |   |                                                                |                                                                | 3                                                              |                                                                |                                                                |  |   |                                                        |                                                        |                                                        |                                                        |                                                        |  |
|  | 6                                                                  | Olimpia                                                            | 1                                                                  | 0                                                                  | 1                                                                  |   |   |                                                                |                                                                |                                                                |                                                                |                                                                |  |   |                                                        |                                                        |                                                        |                                                        |                                                        |  |
|  | 6                                                                  | Olimpia                                                            | 1                                                                  | 0                                                                  | 1                                                                  |   |   |                                                                |                                                                |                                                                |                                                                |                                                                |  | 2 | América                                                | 1                                                      | 4                                                      | 5                                                      |                                                        |  |
|  |                                                                    |                                                                    |                                                                    |                                                                    |                                                                    |   |   |                                                                |                                                                |                                                                |                                                                |                                                                |  | 2 | América                                                | 1                                                      | 4                                                      | 5                                                      |                                                        |  |
|  |                                                                    |                                                                    | 4                                                                  | Montreal Impact                                                    | 1                                                                  | 2 | 3 |                                                                |                                                                |                                                                |                                                                |                                                                |  |   |                                                        |                                                        |                                                        |                                                        |                                                        |  |
|  | 4                                                                  | Montreal Impact (v.)                                               | 4                                                                  | Montreal Impact                                                    | 1                                                                  | 2 | 3 | 2                                                              | 1                                                              | 3                                                              |                                                                |                                                                |  |   |                                                        |                                                        |                                                        |                                                        |                                                        |  |
|  | 4                                                                  | Montreal Impact (v.)                                               |                                                                    |                                                                    |                                                                    |   |   |                                                                |                                                                | 3                                                              |                                                                |                                                                |  |   |                                                        |                                                        |                                                        |                                                        |                                                        |  |
|  | 5                                                                  | Pachuca                                                            | 2                                                                  | 1                                                                  | 3                                                                  |   |   |                                                                |                                                                |                                                                |                                                                |                                                                |  |   |                                                        |                                                        |                                                        |                                                        |                                                        |  |
|  | 5                                                                  | Pachuca                                                            | 2                                                                  | 1                                                                  | 3                                                                  |   | 4 | Montreal Impact (v.)                                           | 2                                                              | 2                                                              | 4                                                              |                                                                |  |   |                                                        |                                                        |                                                        |                                                        |                                                        |  |
|  |                                                                    |                                                                    |                                                                    |                                                                    |                                                                    |   | 4 | Montreal Impact (v.)                                           | 2                                                              | 2                                                              | 4                                                              |                                                                |  |   |                                                        |                                                        |                                                        |                                                        |                                                        |  |
|  |                                                                    |                                                                    | 8                                                                  | Alajuelense                                                        | 0                                                                  | 4 | 4 |                                                                |                                                                |                                                                |                                                                |                                                                |  |   |                                                        |                                                        |                                                        |                                                        |                                                        |  |
|  | 1                                                                  | D.C. United                                                        | 8                                                                  | Alajuelense                                                        | 0                                                                  | 4 | 4 | 2                                                              | 2                                                              | 4                                                              |                                                                |                                                                |  |   |                                                        |                                                        |                                                        |                                                        |                                                        |  |
|  | 1                                                                  | D.C. United                                                        |                                                                    |                                                                    |                                                                    |   |   |                                                                |                                                                | 4                                                              |                                                                |                                                                |  |   |                                                        |                                                        |                                                        |                                                        |                                                        |  |
|  | 8                                                                  | Alajuelense                                                        | 5                                                                  | 1                                                                  | 6                                                                  |   |   |                                                                |                                                                |                                                                |                                                                |                                                                |  |   |                                                        |                                                        |                                                        |                                                        |                                                        |  |
|  | 8                                                                  | Alajuelense                                                        | 5                                                                  | 1                                                                  | 6                                                                  |   |   |                                                                |                                                                |                                                                |                                                                |                                                                |  |   |                                                        |                                                        |                                                        |                                                        |                                                        |  |
|  |                                                                    |                                                                    |                                                                    |                                                                    |                                                                    |   |   |                                                                |                                                                |                                                                |                                                                |                                                                |  |   |                                                        |                                                        |                                                        |                                                        |                                                        |  |

### Cuartos de final
| 26 de febrero de 2015 | Alajuelense                                                | 5:2 (3:1) | D.C. United                  | Estadio Alejandro Morera Soto, Alajuela |                                   |
|                       | Rodríguez 16' · Ortiz 22' 54' · Venegas 27' · McDonald 90' | Reporte   | Espíndola 25' · Birnbaum 89' | Árbitro(s): Roberto García Orozco       | Árbitro(s): Roberto García Orozco |

| 4 de marzo de 2015 | D.C. United                        | 2:1 (1:0) | Alajuelense | Robert F. Kennedy Memorial Stadium, Washington D. C.   |                                                        |
|                    | Arrieta 36' · Espíndola 89' (pen.) | Reporte   | Venegas 72' | Asistencia: 8167 espectadores Árbitro(s): Walter López | Asistencia: 8167 espectadores Árbitro(s): Walter López |

| 24 de febrero de 2015 | Pachuca                    | 2:2 (0:1) | Montreal Impact | Estadio Hidalgo, Pachuca |                        |
|                       | Olvera 57' · Nahuelpán 68' | Reporte   | Duka 25' 53'    | Árbitro(s): Jhon Pitti   | Árbitro(s): Jhon Pitti |

| 3 de marzo de 2015 | Montreal Impact | 1:1 (0:0) | Pachuca         | Estadio Olímpico, Montreal                                 |                                                            |
|                    | Porter 90+4'    | Reporte   | Cano 80' (pen.) | Asistencia: 38 104 espectadores Árbitro(s): Henry Bejarano | Asistencia: 38 104 espectadores Árbitro(s): Henry Bejarano |

| 24 de febrero de 2015 | Olimpia         | 1:1 (1:0) | Herediano | Estadio Nacional, Tegucigalpa |                          |
|                       | Estupiñán 45+1' | Reporte   | Lagos 58' | Árbitro(s): Jair Marrufo      | Árbitro(s): Jair Marrufo |

| 5 de marzo de 2015 | Herediano                | 2:0 (0:0) | Olimpia | Estadio Eladio Rosabal Cordero, Heredia |                             |
|                    | Granados 47' · Lagos 64' | Reporte   |         | Árbitro(s): Paul Delgadillo             | Árbitro(s): Paul Delgadillo |

| 25 de febrero de 2015 | Saprissa | 0:3 (0:0) | América                       | Estadio Ricardo Saprissa Aymá, Tibás |                         |
|                       |          | Reporte   | Aguilar 79' · Peralta 81' 85' | Árbitro(s): Mark Geiger              | Árbitro(s): Mark Geiger |

| 4 de marzo de 2015 | América                  | 2:0 (1:0) | Saprissa | Estadio Azteca, México D. F.                             |                                                          |
|                    | Guerrero 43' · Mares 80' | Reporte   |          | Asistencia: 40 688 espectadores Árbitro(s): Joel Aguilar | Asistencia: 40 688 espectadores Árbitro(s): Joel Aguilar |

### Semifinales
| 17 de marzo de 2015 | Herediano                           | 3:0 (0:0) | América | Estadio Eladio Rosabal Cordero, Heredia |                        |
|                     | Ramírez 53' · Ruiz 69' · Hansen 82' | Reporte   |         | Árbitro(s): Jhon Pitti                  | Árbitro(s): Jhon Pitti |

| 8 de abril de 2015 | América                                           | 6:0 (5:0) | Herediano | Estadio Azteca, México D. F.                             |                                                          |
|                    | Quintero 4' · Benedetto 8' 19' 26' 32' · Díaz 85' | Reporte   |           | Asistencia: 66 208 espectadores Árbitro(s): Walter López | Asistencia: 66 208 espectadores Árbitro(s): Walter López |

| 18 de marzo de 2015 | Montreal Impact          | 2:0 (2:0) | Alajuelense | Estadio Olímpico, Montreal                               |                                                          |
|                     | Piatti 10' · Cabrera 14' | Reporte   |             | Asistencia: 33 675 espectadores Árbitro(s): Jair Marrufo | Asistencia: 33 675 espectadores Árbitro(s): Jair Marrufo |

| 7 de abril de 2015                                                                             | Alajuelense                                  | 4:2 (0:1) | Montreal Impact            | Estadio Alejandro Morera Soto, Alajuela                  |                                                          |
|                                                                                                | Gabas 46' 60' · Guevara 79' · McDonald 90+3' | Reporte   | McInerney 42' · Romero 72' | Asistencia: 17 895 espectadores Árbitro(s): Walter López | Asistencia: 17 895 espectadores Árbitro(s): Walter López |
| Montreal Impact empata la serie 4-4 y avanzó a la final por el criterio de goles de visitante. |                                              |           |                            |                                                          |                                                          |

### Final
| 22 de abril de 2015 | América        | 1:1 (0:1) | Montreal Impact | Estadio Azteca, México, D. F.                                |                                                              |
|                     | O. Peralta 89' | Reporte   | I. Piatti 16'   | Asistencia: 56 783 espectadores Árbitro(s): Héctor Rodríguez | Asistencia: 56 783 espectadores Árbitro(s): Héctor Rodríguez |

| 29 de abril de 2015 | Montreal Impact                     | 2:4 (1:0) | América                                   | Estadio Olímpico, Montreal                                 |                                                            |
|                     | Andrés Romero 8' · J. McInerney 89' | Reporte   | D. Benedetto 50' 66' 81' · O. Peralta 64' | Asistencia: 61 004 espectadores Árbitro(s): Henry Bejarano | Asistencia: 61 004 espectadores Árbitro(s): Henry Bejarano |

#### Ida
| 23         | Guardameta     | Moisés Muñoz       |     |
| 22         | Defensa        | Paul Aguilar       |     |
| 4          | Defensa        | Erik Pimentel      |     |
| 12         | Defensa        | Pablo Aguilar      |     |
| 6          | Defensa        | Miguel Samudio     |     |
| 5          | Centrocampista | Cristian Pellerano | 70' |
| 10         | Centrocampista | Osvaldo Martínez   | 46' |
| 11         | Centrocampista | Michael Arroyo     |     |
| 14         | Centrocampista | Rubens Sambueza    |     |
| 3          | Delantero      | Darwin Quintero    |     |
| 9          | Delantero      | Darío Benedetto    | 80' |
| Entrenador | Entrenador     | Gustavo Matosas    |     |

| 1          | Guardameta     | Evan Bush       |     |
| 6          | Defensa        | Hassoun Camara  | 66' |
| 5          | Defensa        | Bakary Soumare  |     |
| 23         | Defensa        | Laurent Ciman   |     |
| 25         | Defensa        | Donny Toia      |     |
| 15         | Centrocampista | Andrés Romero   |     |
| 14         | Centrocampista | Nigel Reo-Coker | 75' |
| 16         | Centrocampista | Calum Mallace   |     |
| 11         | Centrocampista | Dilly Duka      | 70' |
| 10         | Centrocampista | Ignacio Piatti  |     |
| 7          | Delantero      | Dominic Oduro   |     |
| Entrenador | Entrenador     | Frank Klopas    |     |

| 24 | Centrocampista | Oribe Peralta | 46' |
| 21 | Centrocampista | José Guerrero | 70' |
| 28 | Delantero      | Martín Zúñiga | 80' |

| 3  | Defensa        | Eric Miller     | 66' |
| 51 | Defensa        | Maxim Tissot    | 70' |
| 8  | Centrocampista | Patrice Bernier | 75' |

| Anotado | 89' | Oribe Peralta | 1-1 |

| Anotado | 16' | Ignacio Piatti | 0-1 |

| Amonestado | 45' | Osvaldo Martínez |
| Amonestado | 89' | Paul Aguilar     |

| Amonestado | 18' | Ignacio Piatti |
| Amonestado | 71' | Dilly Duka     |
| Amonestado | 88' | Andrés Romero  |
| Amonestado | 89' | Evan Bush      |

| Árbitro             | Héctor Rodríguez  |
| Árbitros asistentes | Christian Ramírez |
| Árbitros asistentes | Óscar Velásquez   |
| Cuarto Árbitro      | Armando Castro    |

| 23         | Guardameta     | Moisés Muñoz       |     |
| 22         | Defensa        | Paul Aguilar       |     |
| 4          | Defensa        | Erik Pimentel      |     |
| 12         | Defensa        | Pablo Aguilar      |     |
| 6          | Defensa        | Miguel Samudio     |     |
| 5          | Centrocampista | Cristian Pellerano | 70' |
| 10         | Centrocampista | Osvaldo Martínez   | 46' |
| 11         | Centrocampista | Michael Arroyo     |     |
| 14         | Centrocampista | Rubens Sambueza    |     |
| 3          | Delantero      | Darwin Quintero    |     |
| 9          | Delantero      | Darío Benedetto    | 80' |
| Entrenador | Entrenador     | Gustavo Matosas    |     |

| 1          | Guardameta     | Evan Bush       |     |
| 6          | Defensa        | Hassoun Camara  | 66' |
| 5          | Defensa        | Bakary Soumare  |     |
| 23         | Defensa        | Laurent Ciman   |     |
| 25         | Defensa        | Donny Toia      |     |
| 15         | Centrocampista | Andrés Romero   |     |
| 14         | Centrocampista | Nigel Reo-Coker | 75' |
| 16         | Centrocampista | Calum Mallace   |     |
| 11         | Centrocampista | Dilly Duka      | 70' |
| 10         | Centrocampista | Ignacio Piatti  |     |
| 7          | Delantero      | Dominic Oduro   |     |
| Entrenador | Entrenador     | Frank Klopas    |     |

| 24 | Centrocampista | Oribe Peralta | 46' |
| 21 | Centrocampista | José Guerrero | 70' |
| 28 | Delantero      | Martín Zúñiga | 80' |

| 3  | Defensa        | Eric Miller     | 66' |
| 51 | Defensa        | Maxim Tissot    | 70' |
| 8  | Centrocampista | Patrice Bernier | 75' |

| Anotado | 89' | Oribe Peralta | 1-1 |

| Anotado | 16' | Ignacio Piatti | 0-1 |

| Amonestado | 45' | Osvaldo Martínez |
| Amonestado | 89' | Paul Aguilar     |

| Amonestado | 18' | Ignacio Piatti |
| Amonestado | 71' | Dilly Duka     |
| Amonestado | 88' | Andrés Romero  |
| Amonestado | 89' | Evan Bush      |

| Árbitro             | Héctor Rodríguez  |
| Árbitros asistentes | Christian Ramírez |
| Árbitros asistentes | Óscar Velásquez   |
| Cuarto Árbitro      | Armando Castro    |

#### Vuelta
| 30         | Guardameta     | Kristian Nicht  |     |
| 14         | Defensa        | Nigel Reo-Coker |     |
| 5          | Defensa        | Bakary Soumare  |     |
| 23         | Defensa        | Laurent Ciman   |     |
| 25         | Defensa        | Donny Toia      | 70' |
| 16         | Centrocampista | Calum Mallace   | 78' |
| 33         | Centrocampista | Marco Donadel   | 67' |
| 15         | Centrocampista | Andrés Romero   |     |
| 10         | Delantero      | Ignacio Piatti  |     |
| 11         | Delantero      | Dilly Duka      |     |
| 7          | Delantero      | Dominic Oduro   |     |
| Entrenador | Entrenador     | Frank Klopas    |     |

| 23         | Guardameta     | Moisés Muñoz     |     |
| 22         | Defensa        | Paul Aguilar     |     |
| 17         | Defensa        | Ventura Alvarado |     |
| 12         | Defensa        | Pablo Aguilar    |     |
| 6          | Defensa        | Miguel Samudio   |     |
| 21         | Centrocampista | Daniel Guererro  |     |
| 10         | Centrocampista | Osvaldo Martínez |     |
| 14         | Centrocampista | Rubens Sambueza  | 86' |
| 3          | Delantero      | Darwin Quintero  | 82' |
| 9          | Delantero      | Darío Benedetto  |     |
| 24         | Delantero      | Oribe Peralta    | 84' |
| Entrenador | Entrenador     | Gustavo Matosas  |     |

| 99 | Delantero      | Jack McInerney  | 67' |
| 51 | Centrocampista | Maxim Tissot    | 70' |
| 8  | Centrocampista | Patrice Bernier | 78' |

| 27 | Defensa   | José Madueña   | 82' |
| 11 | Delantero | Michael Arroyo | 84' |
| -  | Defensa   | Osmar Mares    | 88' |

| Anotado | 7'  | Andrés Romero  | 1-0 |
| Anotado | 88' | Jack McInerney | 2-4 |

| Anotado | 49' | Darío Benedetto | 1-1 |
| Anotado | 64' | Oribe Peralta   | 1-2 |
| Anotado | 65' | Darío Benedetto | 1-3 |
| Anotado | 80' | Darío Benedetto | 1-4 |

| Amonestado | -' |  |

| Amonestado | -' |  |

| Expulsado | -' |  |

| Expulsado | -' |  |

| Árbitro             | Henry Bejarano |
| Árbitros asistentes | Leonel Leal    |
| Árbitros asistentes | Octavio Jara   |
| Cuarto Árbitro      | Jeffrey Solís  |

| 30         | Guardameta     | Kristian Nicht  |     |
| 14         | Defensa        | Nigel Reo-Coker |     |
| 5          | Defensa        | Bakary Soumare  |     |
| 23         | Defensa        | Laurent Ciman   |     |
| 25         | Defensa        | Donny Toia      | 70' |
| 16         | Centrocampista | Calum Mallace   | 78' |
| 33         | Centrocampista | Marco Donadel   | 67' |
| 15         | Centrocampista | Andrés Romero   |     |
| 10         | Delantero      | Ignacio Piatti  |     |
| 11         | Delantero      | Dilly Duka      |     |
| 7          | Delantero      | Dominic Oduro   |     |
| Entrenador | Entrenador     | Frank Klopas    |     |

| 23         | Guardameta     | Moisés Muñoz     |     |
| 22         | Defensa        | Paul Aguilar     |     |
| 17         | Defensa        | Ventura Alvarado |     |
| 12         | Defensa        | Pablo Aguilar    |     |
| 6          | Defensa        | Miguel Samudio   |     |
| 21         | Centrocampista | Daniel Guererro  |     |
| 10         | Centrocampista | Osvaldo Martínez |     |
| 14         | Centrocampista | Rubens Sambueza  | 86' |
| 3          | Delantero      | Darwin Quintero  | 82' |
| 9          | Delantero      | Darío Benedetto  |     |
| 24         | Delantero      | Oribe Peralta    | 84' |
| Entrenador | Entrenador     | Gustavo Matosas  |     |

| 99 | Delantero      | Jack McInerney  | 67' |
| 51 | Centrocampista | Maxim Tissot    | 70' |
| 8  | Centrocampista | Patrice Bernier | 78' |

| 27 | Defensa   | José Madueña   | 82' |
| 11 | Delantero | Michael Arroyo | 84' |
| -  | Defensa   | Osmar Mares    | 88' |

| Anotado | 7'  | Andrés Romero  | 1-0 |
| Anotado | 88' | Jack McInerney | 2-4 |

| Anotado | 49' | Darío Benedetto | 1-1 |
| Anotado | 64' | Oribe Peralta   | 1-2 |
| Anotado | 65' | Darío Benedetto | 1-3 |
| Anotado | 80' | Darío Benedetto | 1-4 |

| Amonestado | -' |  |

| Amonestado | -' |  |

| Expulsado | -' |  |

| Expulsado | -' |  |

| Árbitro             | Henry Bejarano |
| Árbitros asistentes | Leonel Leal    |
| Árbitros asistentes | Octavio Jara   |
| Cuarto Árbitro      | Jeffrey Solís  |

|                 |
| Campeón América |
| 6.º título      |

## Goleadores
| Darío Benedetto                           | América         | 7 | 0 |
| Oribe Peralta                             | América         | 7 | 0 |
| Martín Zúñiga                             | América         | 5 | 0 |
| Ariel Francisco Rodríguez                 | Saprissa        | 5 | 0 |
| Ariel Nahuelpan                           | Pachuca         | 5 | 1 |
| Yendrick Ruiz                             | Herediano       | 5 | 0 |
| Anthony Lozano                            | Olimpia         | 4 | 0 |
| Marco Di Vaio                             | Montreal Impact | 4 | 1 |
| Fabián Espindola                          | D.C. United     | 4 | 0 |
| Rolando Blackburn                         | Comunicaciones  | 4 | 0 |
| Última actualización: 29 de abril de 2015 |                 |   |   |